# Anne Frank videodagboek
Het Anne Frank videodagboek is een Nederlandstalige online videoserie over het dagboek van Anne Frank. De serie werd bedacht en geproduceerd door productiehuis Every Media voor de Anne Frank Stichting en beschikbaar gesteld op YouTube.
Anne Frank wordt gespeeld door Luna Cruz Perez. De serie lijkt op een vlog, omdat Anne Frank in de serie niet een dagboek schrijft, maar zelf alles filmt met een eigen videocamera (een anachronisme, want voor de rest speelt het verhaal zich af in dezelfde tijd als de historische gebeurtenissen).
De videoserie heeft ondertitels in het Nederlands, Engels, Duits, Spaans en Portugees, en is in ruim 60 landen te zien, namelijk de landen waarin de werken van Anne Frank tot het publiek domein behoren.

## Achtergrond
De Anne Frank Stichting had de wens om het levensverhaal van Anne Frank op een nieuwe manier aan jongeren te vertellen. Hieruit is het idee ontstaan om een videoserie te maken waarin Anne Frank zichzelf filmt en dus haar levensverhaal niet via een schriftelijk dagboek vastlegt, maar via een videodagboek. De pre-productie duurde ongeveer anderhalf jaar. Voor een groot deel is de serie opgenomen in een nagemaakt decor, maar een paar videobeelden zijn in het daadwerkelijke Anne Frank Huis gemaakt.
In 2020 won de serie twee Lovie Awards, van de International Academy of Digital Arts and Sciences. Dit waren een zilveren juryprijs en de publieksprijs in de categorie Entertainment en Sport.
Van maart tot mei 2021 werd een tv-bewerking uitgezonden op NPO Zapp. De eerste vijf afleveringen werden gemaakt met materiaal uit de YouTube-serie, verrijkt met archiefmateriaal om het verhaal in een bredere context te plaatsen. Drie extra afleveringen over de periode na de arrestatie tonen Anne niet zelf; er wordt gekeken door haar ogen naar Margot (weer gespeeld door Shai Eschel) en de gebeurtenissen om haar heen.

## Afleveringen
| Aflevering | Titel                   | Duur  | Publicatiedatum |
| ---------- | ----------------------- | ----- | --------------- |
| 1          | Mijn mooiste cadeau     | 5:07  | 30 maart 2020   |
| 2          | Zo alleen               | 6:17  | 30 maart 2020   |
| 3          | Mijn grote droom        | 6:22  | 2 april 2020    |
| 4          | Doodsangst              | 5:03  | 2 april 2020    |
| 5          | Geluk                   | 5:16  | 6 april 2020    |
| 6          | Ruzie met papa          | 5:53  | 6 april 2020    |
| 7          | Jodenhaat               | 6:18  | 9 april 2020    |
| 8          | Ik stik hier            | 5:21  | 9 april 2020    |
| 9          | D-Day!                  | 7:15  | 13 april 2020   |
| 10         | Alleen maar kritiek     | 4:59  | 16 april 2020   |
| 11         | Verlangen naar vrijheid | 5:38  | 20 april 2020   |
| 12         | Laat me mezelf zijn     | 5:20  | 23 april 2020   |
| 13         | Onze helden             | 6:04  | 27 april 2020   |
| 14         | De twee Annes           | 5:48  | 30 april 2020   |
| 15         | Ontdekt                 | 9:25  | 4 mei 2020      |
| 16         | Op transport            | 21:27 | 4 augustus 2021 |
| 17         | De hel op aarde         | 17:45 | 6 augustus 2021 |
| 18         | De laatste reis         | 16:18 | 9 augustus 2021 |

## Verhaallijn
Anne Frank is een joods tienermeisje in Amsterdam, dat tijdens de Duitse bezetting een videocamera heeft gekregen, en daarmee een vooralsnog niet-gepubliceerd videodagboek / vlog maakt (de videoserie toont dat en soms aanvullende beelden). Haar oudere zus Margot krijgt een oproep om in Duitsland te gaan werken. Daarom gaan Anne en Margot met hun ouders Otto en Edith, en verder het echtpaar Hermann en Auguste van Pels met hun tienerzoon Peter, onderduiken in het achterhuis van het kantoor van Otto. Ook Fritz Pfeffer, een tandarts, komt erbij. Anne moet met hem haar kamer delen, maar ze spreken af dat Fritz bij het opnemen van de video's niet in de kamer is. Helpers brengen steeds eten. De onderduikers kunnen nooit naar buiten, en moeten overdag erg stil zijn, want er werken mensen in het kantoor die niet mogen weten dat ze er zijn: iemand zou hen kunnen verraden, en dan zou het slecht met ze af kunnen lopen.
Anne is verliefd op Peter en vertelt dat aan haar vader. Die vindt het maar niets in deze situatie en verbiedt haar op die manier met Peter om te gaan. Anne wil hier tegen protesteren, maar om niet in de rede gevallen te kunnen worden maakt ze, op advies van Margot, een video gericht aan haar vader en geeft die aan hem.
Op 6 juni 1944 krijgen de onderduikers te horen dat de Amerikanen Europa zijn binnengevallen. Iedereen is blij, maar volgens Otto kan het nog wel even duren voor ze bevrijd zijn.
Op een dag brengen de helpers veel aardbeien. Er wordt een feestje georganiseerd, en Anne gaat met haar camera het huis door om alle vrolijkheid te filmen.
Op 4 augustus 1944 worden de onderduikers ontdekt door de politie en weggevoerd. Anne's neergevallen camera registreert de benen van de mensen.
In seizoen 2 is Anne overleden en vertelt ze vanuit het hiernamaals wat er na de arrestatie is gebeurd. De beelden heeft ze niet zelf gefilmd, want ze moest de camera thuis achterlaten. Ze verbleef met haar familie en de anderen uit het achterhuis in kamp Westerbork. Vervolgens werden ze in een veewagon naar Auschwitz-Birkenau getransporteerd, waar Anne samen met haar moeder en zus van haar vader en Peter werd gescheiden. Uiteindelijk ging ze met haar zus naar Bergen-Belsen, hun moeder bleef achter. Daar overleed haar zus, en kort daarop zijzelf, aan ziekten.

## Rolverdeling
| Acteur          | Rol                    |
| --------------- | ---------------------- |
| Luna Cruz Perez | Anne Frank             |
| Shai Eschel     | Margot Frank           |
| Ezra Blok       | Peter van Pels         |
| Noël van Santen | Otto Frank             |
| Katarina Justić | Edith Frank            |
| Lily Reuver     | Hanneli Goslar         |
| Robine Kusters  | Jacqueline van Maarsen |